# Инс, Ральф
Ральф Инс (англ. Ralph Ince; 16 января 1887, Бостон — 10 апреля 1937, Лондон) — один из первых американских кинорежиссёров, киноактёр и сценарист. Оба брата Ральфа, Джон (1878—1947) и Томас (1882—1924), также были кинематографистами.

## Биография
Ральф Уолдо Инс родился 16 января 1887 года в Бостоне (штат Массачусетс). Его родители, Джон и Эмма, были иммигрантами из Англии. У Ральфа были два старших брата, Джон и Томас, и сестра Берта. Вскоре после рождения Ральфа семья переехала на Манхэттен, где все были заняты в театральной работе: отец работал музыкальным агентом, а мать, сестра и братья — актёрами.
Повзрослев, Ральф некоторое время работал карикатуристом в газете New York World и художником в журнале New York Mirror и газете The Evening Telegram. В 1906 году заинтересовался развивающимся кинематографом и попробовал себя в мультипликации на студии Уинзора Маккея, но уже в следующем году начал свою карьеру как киноактёр для студии Vitagraph. С 1910 года стал работать как сценарист, а с 1911 года — как режиссёр.
В 1932 году, сразу после своей третьей свадьбы, Ральф и его жена Хелен переехали в Англию, где поселились в лондонском районе Кенсингтон. Там Ральф продолжил свою актёрскую и режиссёрскую работу для британского кинематографа.
10 апреля 1937 года автомобиль жены Ральфа Инса (сам он сидел на переднем пассажирском месте) совершил наезд на металлический столб неподалёку от дома супругов. Столкновение было относительно несильным, Хелен получила ушибы и порезы и была госпитализирована, а её муж ударился головой о приборную панель и от удара скончался.

### Личная жизнь
Ральф Инс был женат трижды.
- Первой его женой стала актриса Люсиль Ли Стюарт, сестра известной киноактрисы Аниты Стюарт. Брак был заключён в 1910 году, но в 1923 году супруги разъехались, а в 1925 году официально развелись.
- Второй женой Инса стала также актриса Люсиль Мендес. Брак был заключён в 1926 году, в 1932 году последовал развод. О причине развода Мендес сказала: «Он разрушил мою карьеру, не позволяя мне играть некоторые роли».
- В том же 1932 году Инс заключил свой третий брак. Его избранницей стала женщина по имени Хелен Руфь Тиггес, с которой Ральф и прожил до самой своей смерти в 1937 году. От этого брака у пары был один ребёнок, родившийся за несколько месяцев до гибели режиссёра.

## Избранная фильмография

### Режиссёр
172 фильма с 1911 по 1937 год
- 1912 — Её выбор[англ.] / Her Choice
- 1913 — Забытая отмычка[англ.] / The Forgotten Latchkey
- 1914 — Миллион заявок[англ.] / A Million Bid
- 1916 — Комбат[англ.] / The Combat
- 1917 — Дело Аргайла[англ.] / The Argyle Case
- 1917 — Се-Годня[англ.] / To-Day
- 1918 — Наша миссис Макчесни[англ.] / Our Mrs. McChesney
- 1918 — Женщина-пантера[англ.] / The Panther Woman
- 1919 — Отличный любовник[англ.] / The Perfect Lover
- 1921 — Мокрое золото[англ.] / Wet Gold
- 1925 — Леди Робин Гуд[англ.] / Lady Robinhood
- 1928 — Чикаго после полуночи[англ.] / Chicago After Midnight
- 1935 — Убийство в Монте-Карло[англ.] / Murder at Monte Carlo
- 1935 — Преступление без срока давности[англ.] / Crime Unlimited
- 1937 — Стервятник[англ.] / The Vulture

### Актёр
110 фильмов с 1907 по 1937 год
- 1921 — Мокрое золото[англ.] / Wet Gold — Джон Кромуэлл
- 1926 — Жёлтые пальцы[англ.] / Yellow Fingers — Брют Шейн
- 1928 — Чикаго после полуночи[англ.] / Chicago After Midnight — Джим Бойд
- 1929 — Уолл-стрит[англ.] / Wall Street — Роллер Маккрей
- 1930 — Нумерованные люди[англ.] / Numbered Men — 33410, «Король Каллахан»
- 1931 — Маленький Цезарь / Little Caesar — Пит Монтана
- 1931 — Судьба джентльмена[англ.] / Gentleman's Fate — Данте
- 1931 — Звёздный свидетель[англ.] / The Star Witness — «Макси» Кэмпо
- 1931 — Большая игра[англ.] / The Big Gamble — Уэбб
- 1932 — Девушка из Рио[англ.] / Girl of the Rio — О’Грейди
- 1932 — Наёмный убийца[англ.] / The Hatchet Man — «Большой Джим» Мэлоун (в титрах не указан)
- 1932 — Пропавшая эскадрилья[англ.] / The Lost Squadron — Джеттик
- 1932 — Государственный адвокат[англ.] / State's Attorney — адвокат
- 1932 — Мундштук[англ.] / The Mouthpiece — Дж. Б. Роско
- 1933 — Гаванские вдовы[англ.] / Havana Widows — Г. У. «Батч» О’Нилл

### Сценарист
41 фильм с 1910 по 1929 год
- 1912 — Её выбор[англ.] / Her Choice
- 1914 — Миллион заявок[англ.] / A Million Bid
- 1917 — Дело Аргайла[англ.] / The Argyle Case
- 1917 — Се-Годня[англ.] / To-Day

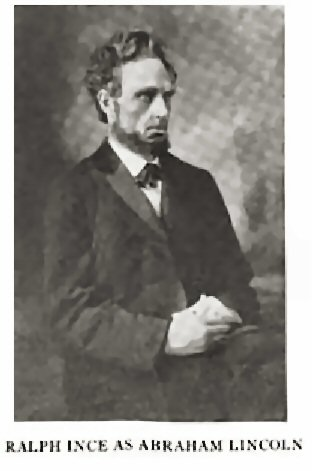
В роли Авраама Линкольна, 1912 год.
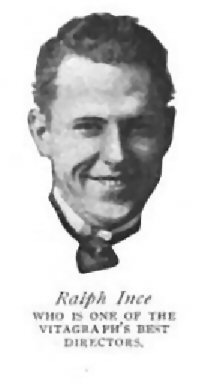
«Ральф Инс, являющийся одним из лучших режиссёров Vitagraph». Журнал Everybody's Magazine[англ.], 1915 год.
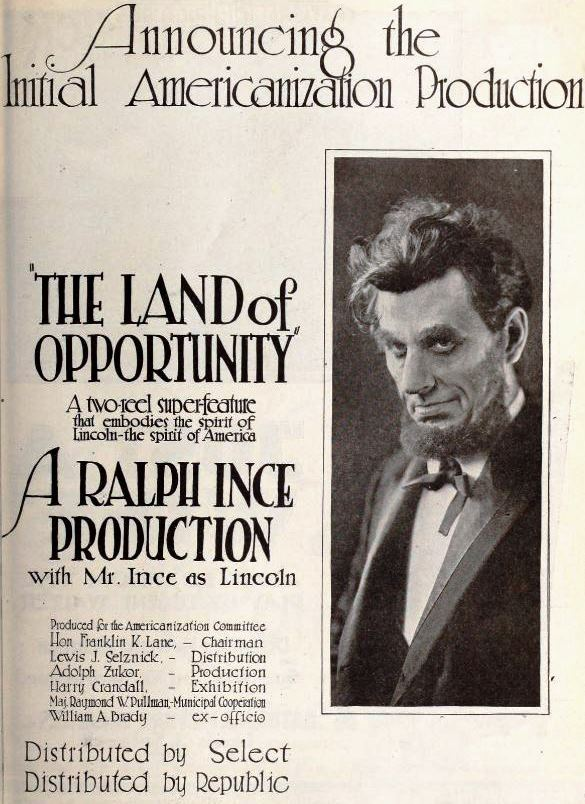
В роли Авраама Линкольна в фильме «Земля возможностей» (1920)
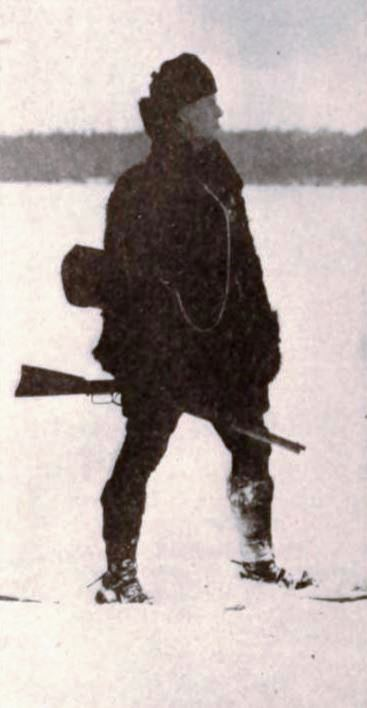
В фильме «Из снегов» (1920)